# Yichuan
Yichuan (en chino, 宜川; pinyin, Yíchuān) es un condado  bajo la administración directa de la Prefectura Yan'an en la Provincia de Shaanxi, República Popular China.  Su área es de 2933 km² y su población total para 2010 superó los 117 mil habitantes.

## Administración
Desde julio de 2020, el  Condado Yichuan se divide en 7 pueblos que se administran en 1 subdistrito, 4  poblados y 2 villas.